# Karl Maramorosch
Karl Maramorosch (16 de enero de 1915 - 9 de mayo de 2016) fue un virólogo, entomólogo y fitopatólogo estadounidense nacido en Austria. Centenario y políglota, realizó investigaciones sobre virus, micoplasmas, rickettsias y otros microorganismos; así como su transmisión a las plantas a través de insectos que fungen como vectores en muchas partes del mundo. Es coautor de un libro de texto sobre técnicas de virología y es autor de numerosos artículos sobre biología y ecología de virus de plantas, sus huéspedes y vectores. Recibió el Premio Wolf en Agricultura en 1980 por su contribución al estudio de patógenos de cultivos.

## Vida personal
Maramorosch nació en Viena el 16 de enero de 1915, de origen judío,  su familia había escapado desde Soroki durante la guerra. Su padre polaco se graduó en la Universidad Agrícola de Viena. Su madre era de Croacia, era una pianista talentosa y políglota que hablaba alemán, italiano, francés, serbocroata e inglés. Junto con sus hermanos, se dirigía a su padre en polaco y en alemán hacia su madre. Creció en Kołomyja, Polonia (ahora Ucrania), donde asistió a escuelas primarias y secundarias (Gimnazjum Kazimierza Jagiellończyka), a los siete años tomó lecciones de piano durante doce años, graduándose en el Conservatorio Moniuszko en Stanisławów (Ivano-Frankivsk) en 1934. Recibió su título de Ingeniero Agrícola de la Universidad Agrícola de Varsovia (SGGW) en 1938. A los trece años se sintió inspirado para convertirse en virólogo investigador, al escuchar sobre el trabajo del profesor Rudolf Weigl en Lwow (Lviv) de boca de su hermano mayor, que era estudiante de Weigl en la Facultad de Medicina. Weigl trabajó en Rickettsia prowazekii y, al inocular piojos y mantenerlos a voluntad, desarrolló una vacuna contra el tifus por garrapatas.
En 1939, después de la invasión nazi de Polonia, Maramorosch y su esposa Irene (née) Ludwinowska, nacida en Varsovia huyeron a Rumania, donde ambos fueron internados en campos de refugiados polacos durante cuatro años. Después de la liberación de Rumania por el ejército soviético, Maramorosch continuó sus estudios de posgrado en el Politécnico de Bucarest, eligiendo la patología vegetal como su especialidad. En 1947 Karl e Irene emigraron a los Estados Unidos, donde Irene se convirtió en bibliotecaria en la Biblioteca Pública de Nueva York, donde trabajó durante los siguientes 30 años. En 1949 Karl obtuvo su doctorado (Ph.D.) en la Universidad de Columbia . El mismo año nació su hija, Lydia Ann, en Nueva York.

## Transmisión mecánica de virus y fitoplasmas a insectos vectores
La carrera científica de Maramorosch comenzó en el Jardín botánico de Brooklyn en 1947, seguida de doce años como miembro de la facultad en la Universidad Rockefeller de Nueva York. Modificó el procedimiento de inoculación de piojos de Weigl, adaptándolo a la microinyección de virus y fitoplasmas patógenos de plantas en vectores saltahojas  o chicharritas, como se les llama comúnmente. Esto permitió a Maramorosch obtener la primera evidencia de que ciertos patógenos vegetales se multiplican no solo en plantas sino también en vectores animales invertebrados específicos.

## Cultivo de células de invertebrados
Desde 1956, Maramorosch cultivó por primera vez células de insectos para su uso en el estudio de virus, con ello contribuyó activamente al campo de la patología de invertebrados y al estudio de virus, viroides y fitoplasmas de plantas y animales. Su investigación en cultivos de tejidos de invertebrados ha sentado las bases para los usos crecientes, diversos y cada vez más importantes de los sistemas de expresión in vitro basados en invertebrados, ya que estos apoyan la modificación postraduccional a diferencia de los cultivos de células procariotas. Estos sistemas se utilizan en aplicaciones que van desde la investigación básica hasta el uso industrial, comercial y en campos que van desde la agricultura hasta la medicina, el descubrimiento de fármacos y el desarrollo genético en células de mamíferos. El medio de cultivo de insectos Mitsuhashi-Maramorosch para cultivar células de insectos es ahora un medio estándar ampliamente utilizado.

## Investigación y docencia básica y aplicada
En 1960, Maramorosch trabajó durante seis meses como consultor de la Organización de las Naciones Unidas para la Agricultura y la Alimentación (FAO) en Filipinas, donde estudió la devastadora enfermedad de la palma de coco cadang-cadang. Desde 1961 hasta 1973, como Director del Programa de Virología en el Instituto Boyce Thompson en Yonkers, Nueva York, él y sus asociados postdoctorales utilizaron microscopía electrónica para detectar y caracterizar virus y fitoplasmas en células de plantas enfermas e insectos vectores. En 1974, aceptó la invitación de la Junta de Gobernadores de Rutgers, la Universidad Estatal de Nueva Jersey, para unirse a la facultad del Instituto Waksman de Microbiología como Profesor Distinguido titular.  En ese mismo lugar fue nombrado Profesor de Microbiología Robert L. Starkey en 1983. En 1980, Maramorosch recibió el Premio Wolf de Agricultura, a menudo llamado Premio Nobel de Agricultura, por su trabajo sobre las interacciones entre insectos vectores y patógenos de plantas. Siguieron numerosos premios adicionales, incluido el Premio de la Fundación Jurzykowski, el Premio AIBS y dos premios Fulbright.
Viajó extensamente para dar conferencias y enseñar como profesor invitado en Argentina, Armenia, China, Egipto, Alemania, India, Israel, Japón, Kenia, México, Países Bajos, Nigeria, Polonia, Rusia, Sri Lanka, Uzbekistán y Yugoslavia. Sus principales intereses de investigación incluyen virología comparada, cultivo de células de invertebrados, parasitología, enfermedades emergentes causadas por viroides, virus, fitoplasmas y espiroplasmas, biotecnología y cooperación científica internacional.

## Trabajo editorial
Maramorosch continuó activo en el campo realizando investigaciones, publicando, presentando sus hallazgos en reuniones profesionales y organizando conferencias internacionales para promover nuevos avances en el campo hasta 2015. En su carrera de más de 60 años, Maramorosch publicó como autor o coautor más de 800 artículos científicos y 100 libros. A continuación se incluye una lista parcial:
1. Transmisión biológica de agentes patógenos, 1962.
2. Sintomatología comparada de las enfermedades del coco de etiología desconocida, 1964.
3. Virus de insectos, 1968.
4. Virus, vectores y vegetación, 1969.
5. Virología comparada, 1971.
6. Enfermedades por micoplasma, 1973.
7. Virus, evolución y cáncer, 1974.
8. Inmunidad a invertebrados, 1975.
9. Enfermedades de las leguminosas en los trópicos, 1975.
10. Aplicación de investigación en cultivo de tejidos de invertebrados, 1976.
11. Los pulgones como vector de virus, 1977.
12. Virus de insectos y plantas: un atlas, 1977.
13. Virus y medio ambiente, 1978.
14. Cultivo de tejidos de invertebrados: aplicaciones en medicina, biología y agricultura, 1979.
15. Aplicaciones prácticas de cultivo de tejidos, 1979.
16. Vectores de saltahojas de agentes de enfermedades de las plantas, 1979.
17. Vectores de patógenos vegetales, 1980.
18. Sistemas de invertebrados in vitro, 1980.
19. Vectores de agentes patógenos, 1981.
20. Enfermedades por micoplasma de árboles y arbustos, 1981.
21. Micoplasma y patógenos afines de plantas, animales y seres humanos, 1981.
22. Enfermedades de las plantas y vectores: ecología y epidemiología, 1981.
23. Aplicaciones de cultivos celulares de invertebrados, 1982.
24. Patógenos, vectores y enfermedades de las plantas: métodos de control, 1982.
25. Patógenos subvirales de plantas y animales, 1985.
26. Insecticidas virales para el control biológico, 1985.
27. Avances en biotecnología en patología de insectos y cultivo celular, 1987.
28. Enfermedades de cultivos por micoplasma, 1988.
29. Cultivo de tejidos de invertebrados y peces, 1988.
30. Biotecnología para el control biológico de plagas y vectores, 1991.
31. Viroides y satélites-parásitos moleculares en la frontera de la vida, 1991.
32. Enfermedades de las plantas de etiología incierta, 1992.
33. Biotecnología de células de insectos, 1994.
34. Sistemas de cultivo de células de artrópodos, 1994.
35. Árboles y palmeras forestales: enfermedades y control, 1996.
36. Cultivo celular de invertebrados: nuevas direcciones y aplicaciones biotecnológicas, 1997.
37. Cultivo de células de invertebrados: mirando hacia el siglo XXI, 1997.
38. Biotecnología y protección vegetal en la silvicultura, 1998.
39. Mantenimiento de vectores patógenos humanos, animales y vegetales, 1999.

    40-48. Métodos en virología, 8 vols. 1967–1984.    49-56. Advances in Cell Culture, 7 vols., 1981-1989.    57-215. Avances en la investigación de virus, 56 vols. 1973-2015.

## Honores y momentos destacados
- 1949-60: Asistente de asociado, Universidad Rockefeller
- 1959: Premio AAAS
- 1961-74: Director del Programa de Virología, Instituto Boyce Thompson
- 1962: Coorganizó la primera conferencia internacional sobre cultivo de tejidos de invertebrados en Montpellier, Francia.
- 1962: Vicepresidente y secretario de Actas, Academia de Ciencias de Nueva York
- 1963: Delegado de EE. UU., 1.er Comité Internacional de Nomenclatura de Virus
- 1967-1984: Fundador y editor, con Hilary Koprowski, Methods in Virology, 8 vols. Prensa académica
- 1970: Miembro electo, Academia Leopoldina, Alemania
- 1972: Distrito Fulbright. Profesor, Yugoslavia
- 1972-presente, Editor (vols.16-81), Advances in Virus Research
- 1974-presente: Profesor distinguido de la Universidad de Rutgers (actualmente profesor emérito)
- 1976: Premio Ciba-Geigy de Agricultura
- 1978: Premio ASM Waksman
- 1983: Premio al Servicio Distinguido del Instituto Americano de Ciencias Biológicas (AIBS)
- 1984-presente: Robert L. Starkey Profesor de Microbiología
- 1974: Miembro honorario de la Academia Nacional de Ciencias de la India (actualmente profesor emérito)
- 1978: Distrito Fulbright. Profesor. Yugoslavia
- 1980: Premio Wolf en Agricultura, (Estudios de interacciones entre insectos y patógenos vegetales)
- 1981: Premio de la Fundación Jurzykowski en Biología (por logros de investigación ejemplares y contribuciones pioneras al campo del cultivo de células de insectos)
- 1981-1989: Fundador y editor, Advances in Cell Culture, 8 vols. Prensa académica
- 1982: Vis distinguida. Profesor, Universidad de Fudan, Shanghái
- 1987: Miembro honorario de la Sociedad Virológica de la India.
- 1990: Profesor fundador de la Sociedad de Patología de Invertebrados.
- 1998: Fundador homenajeado de la Sociedad de Patología de Invertebrados.
- 1998: Miembro honorario, Entomological Society of America
- 2001: Premio Distinguido a la Trayectoria, Sociedad de Biología In Vitro
- 2006: LO Howard Dist. Premio al logro, ESA.
- 2010: Premio a los logros en la vida de MV Nayudu en VIROCON-2010 en la Universidad Sri Venkateswara, Tirupati, India, el 18 de marzo de 2010.
- 2011: Conferencista inaugural, 2.º Pasante. Taller de fitoplasmología, Neustadt, Alemania
- 2011: Premio al Simposio Diagmol, Universidad de Ciencias de la Vida, Varsovia, Polonia
- 2011: Orador plenario, Conferencia Pi-Net, Universidad Corvinus, Budapest, Hungría